# برج شوخوف
برج رادیویی شوخوف (روسی: Шуховская башня که با نام برج شابولوفکا نیز شناخته می‌شود (Шаболовская башня)، یک برج پخش رادیویی در مسکو است که ولادیمیر شوخوف با الهام از جنبش آوانگارد روسی آن را طراحی کرده است. این برج ۱۶۰ متری سازه‌ای با طرح شبکهٔ مورب با جنس فولاد است که بین سال‌های ۱۹۲۰ تا ۱۹۲۲ در طول جنگ داخلی روسیه ساخته شد.

## تاریخچه

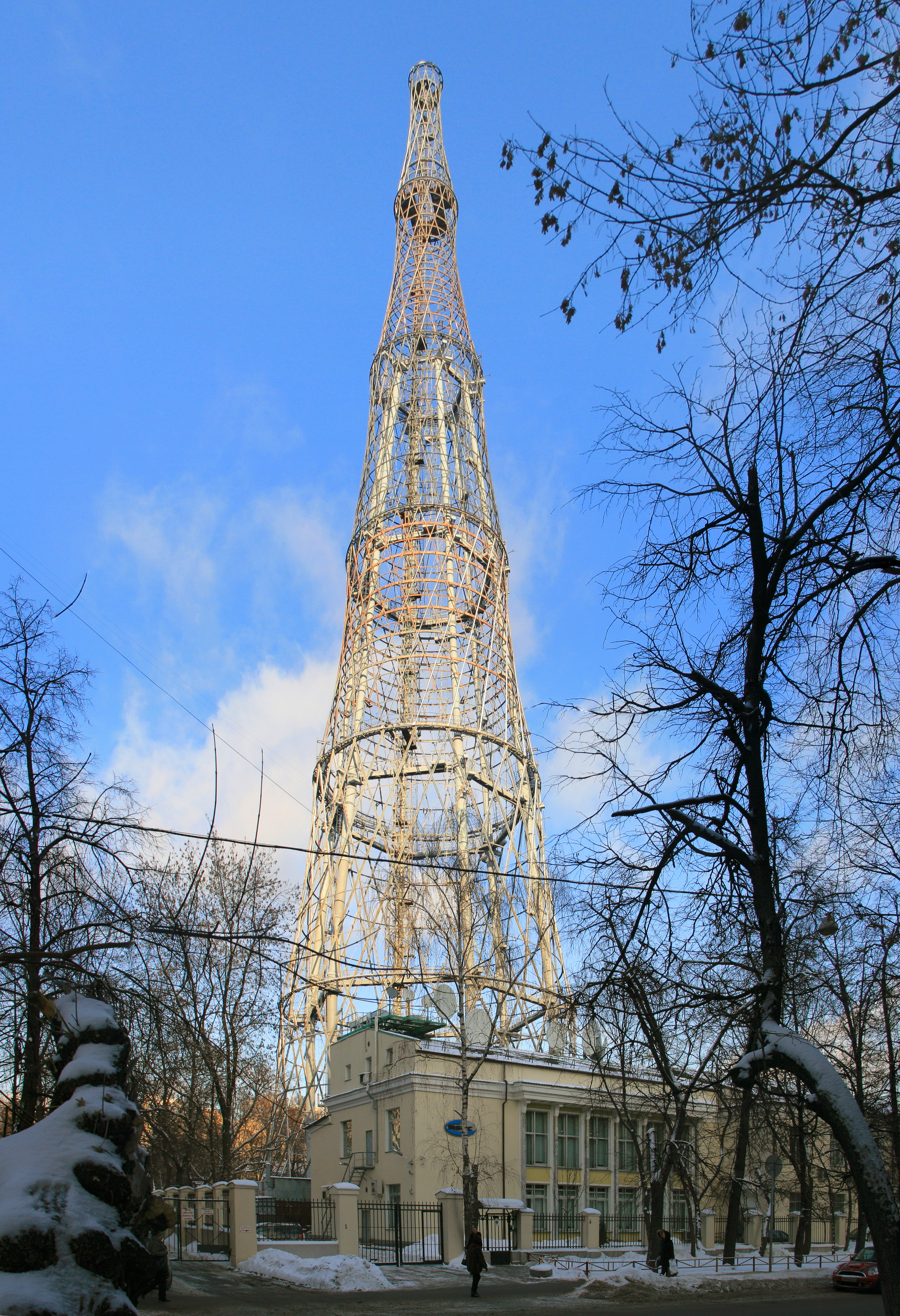
تله‌سنتر شابولوفکا در دسامبر ۲۰۱۶

### طراحی
ولادیمیر شوخوف اولین سازه هذلولی‌شکل جهان را در سال ۱۸۹۰ اختراع کرد. بعدها او کتابی با عنوان «تیرهای مایل» (به انگلیسی: Rafters) نوشت که در آن ثابت کرد اشکال مثلثی ۲۰ تا ۲۵ درصد سنگین‌تر از اشکال قوسی با گریتینگ شعاعی (Ray grating) هستند. پس از آن، شوخوف تعدادی اختراع برای شبکهٔ مورب ثبت کرد. او نه تنها هدفش دستیابی به استحکام و سختی بیشتر سازه بود، بلکه سهولت و سادگی را نیز از طریق استفاده از کمترین مصالح ساختمانی ممکن مد نظر داشت.
اولین برج شبکهٔ مورب برای نمایشگاه سراسری روسیه در نیژنی نووگورود در سال ۱۸۹۶ ساخته شد و بعداً از سوی یوری نچایف-مالتسف، تولیدکنندهٔ مشهور شهر، خریداری شد. شوخوف مسئول ساخت انواع جدیدی از فانوس‌های دریایی، دکل‌ها، برج‌های آب و دکل‌های انتقال برق بود.
برج پخش در خیابان شابولوفکا یک سازه مورب به شکل یک هذلولی چرخان است. ایستگاه رادیویی خودینکا که در سال ۱۹۱۴ ساخته شده بود، دیگر نمی‌توانست حجم فزاینده رادیوگرام‌ها را تحمل کند. در ۳۰ ژوئیه ۱۹۱۹، ولادیمیر لنین فرمان شورای دفاع از کارگران و دهقانان را امضا کرد که در آن «نصب یک ایستگاه رادیویی مجهز به پیشرفته‌ترین و قدرتمندترین دستگاه‌ها و ماشین‌آلات به صورت بسیار فوری» برای تضمین امنیت کشور و امکان ارتباط مداوم با سایر جمهوری‌ها الزامی شده بود. طراحی برج بلافاصله در بسیاری از دفاتر آغاز شد. بعداً در همان سال، دفتر ساختمانی شوخوف در یک مسابقه برنده شد.
ارتفاع برنامه‌ریزی‌شدهٔ برج جدید هذلولی ۹-بخشی؛ ۳۵۰ متر (۱٬۱۵۰ فوت) بود. (۱۵ متر بلندتر از برج ایفل، که هنگام طرح‌ریزی لحاظ شده بود) با جرم تخمینی ۲۲۰۰ تن (وزن برج ایفل ۷۳۰۰ تن است). با این حال، با توجه به جنگ داخلی و کمبود منابع، پروژه باید اصلاح می‌شد: ارتفاع به ۱۴۸٫۵ متر (۴۸۷ فوت) و وزن آن به ۲۴۰ تن کاهش یافت.

### نصب
ساخت برج بدون هیچ جرثقیل و داربستی، و فقط با وینچ انجام شد. ۲۴۰ تن فلز مورد نیاز برای ساخت و ساز، با فرمان شخصی لنین از ذخایر وزارت نظامی اختصاص داده شد. برای بلند کردن از پنج وینچ چوبی استفاده شد که به قسمت‌های بالایی منتقل شدند.
این برج از شش بخش تشکیل شده است که یکی بالای دیگری قرار دارد. هر بخش یک هذلولی شکل مستقل است که بر پایه یک هذلولی بزرگتر بنا شده است.
بخش ششم نصب و سرانجام در ۱۴ فوریه ۱۹۲۲ تحکیم شد.

## ساختار
برج شوخوف یک سازه هذلولی (پوسته شبکه‌ای فولادی هذلولی) است که از مجموعه‌ای از مقاطع هذلولی که روی یکدیگر چیده شده‌اند تا تقریباً به شکل مخروطی کلی برسند، تشکیل شده است. این برج دارای یک سازه با شبکه مورب است و پوسته فولادی آن بار حداقلی باد را تحمل می‌کند (یک عامل طراحی مهم برای ساختمان‌های بلند). مقاطع برج، هذلولی‌های تک حفره‌ای چرخشی هستند که از تیرهای مستقیم ساخته شده‌اند و انتهای آن‌ها به پایه‌های دایره‌ای تکیه دارد.

## مکان
این برج در چند کیلومتری جنوب قلعهٔ کرملین مسکو واقع شده است، اما برای گردشگران قابل دسترسی نیست. آدرس خیابان برج «خیابان شابولوفکا، پلاک ۳۷» است.

## تخریب احتمالی
از اوایل سال ۲۰۱۴، این برج پس از سال‌ها، با وجود درخواست‌های مردمی برای مرمت، از سوی کمیته دولتی پخش رادیو و تلویزیون روسیه با خطر تخریب مواجه شد. پس از یک کارزار هماهنگ که خواستار حفظ برج بود، در ۳ ژوئیه وزارت فرهنگ روسیه اعلام کرد که این برج تخریب نخواهد شد، و در سپتامبر ۲۰۱۴ شورای شهر مسکو برای نگهداری از برج، دستور حفاظت از آن را صادر کرد.
در ژانویه ۲۰۱۷، شبکهٔ پخش رادیو و تلویزیون روسیه (RTRS) یک درخواست مناقصه برای طرحی جهت بازسازی و حفظ این بنای تاریخی ارائه داد.

## مدل‌ها
ماکتی از برج شابولوفکای شوخوف در گالری عصر اطلاعات در موزه علوم لندن وجود دارد. این ماکت در مقیاس ۱:۳۰ است و در اکتبر ۲۰۱۴ نصب شده است.

## در فرهنگ عامه
- در سال ۱۹۲۲، یکی از اعضای ASNOVA، ولادیمیر کرینسکی، نقاشی دیواری «سخنران رادیویی انقلاب» را با تصویری از یک برج ساخت.
- رمان علمی تخیلی «پرتو مرگ گارین» نوشته الکسی نیکولایویچ تولستوی، از واکنش عمومی به ساخت این برج الهام گرفته شده است.
- برج شوخوف لوگوی نمایشگاه «هنر دانشمند» (به فرانسوی: L'art de l'ingénieur)در مرکز ژرژ پمپیدو بود.
- در رمان «جنتلمنی در مسکو» نوشته آمور تولز، که داستان آن در سال ۱۹۲۲ اتفاق می‌افتد، شخصیت میخائیل فیودوروویچ میندیچ، برج شوخوف را چیزی زیبا می‌داند: «سازه‌ای دویست فوتی از فولاد مارپیچ که از آن می‌توانیم آخرین اخبار و اطلاعات را پخش کنیم - و بله، رگه‌های احساسی چایکوفسکی شما…» (کتاب‌های آسیاب بادی، صفحه ۸۵)

## نگارخانه

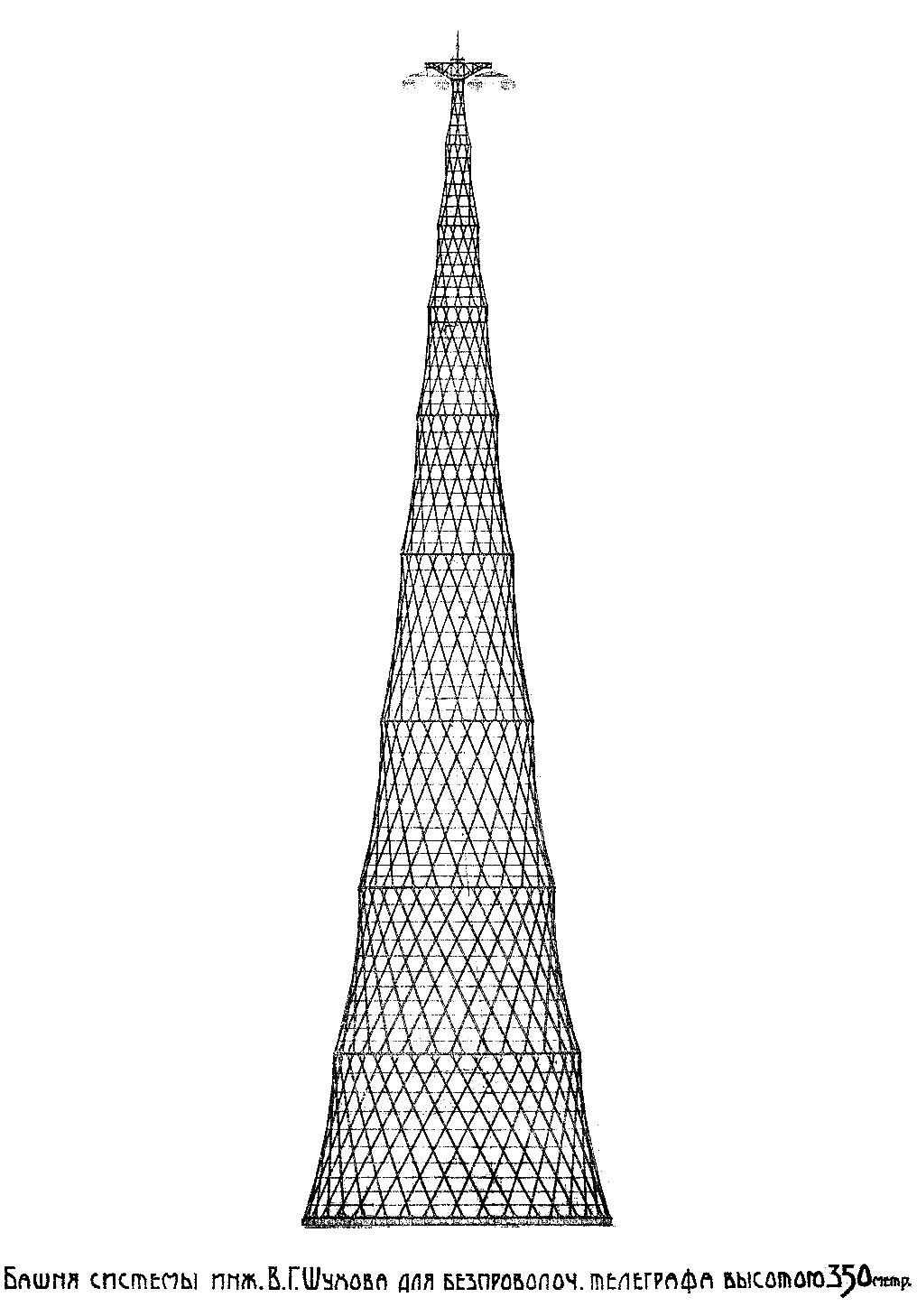
پروژه برج شوخوف به ارتفاع ۳۵۰ متر، ۱۹۱۹.
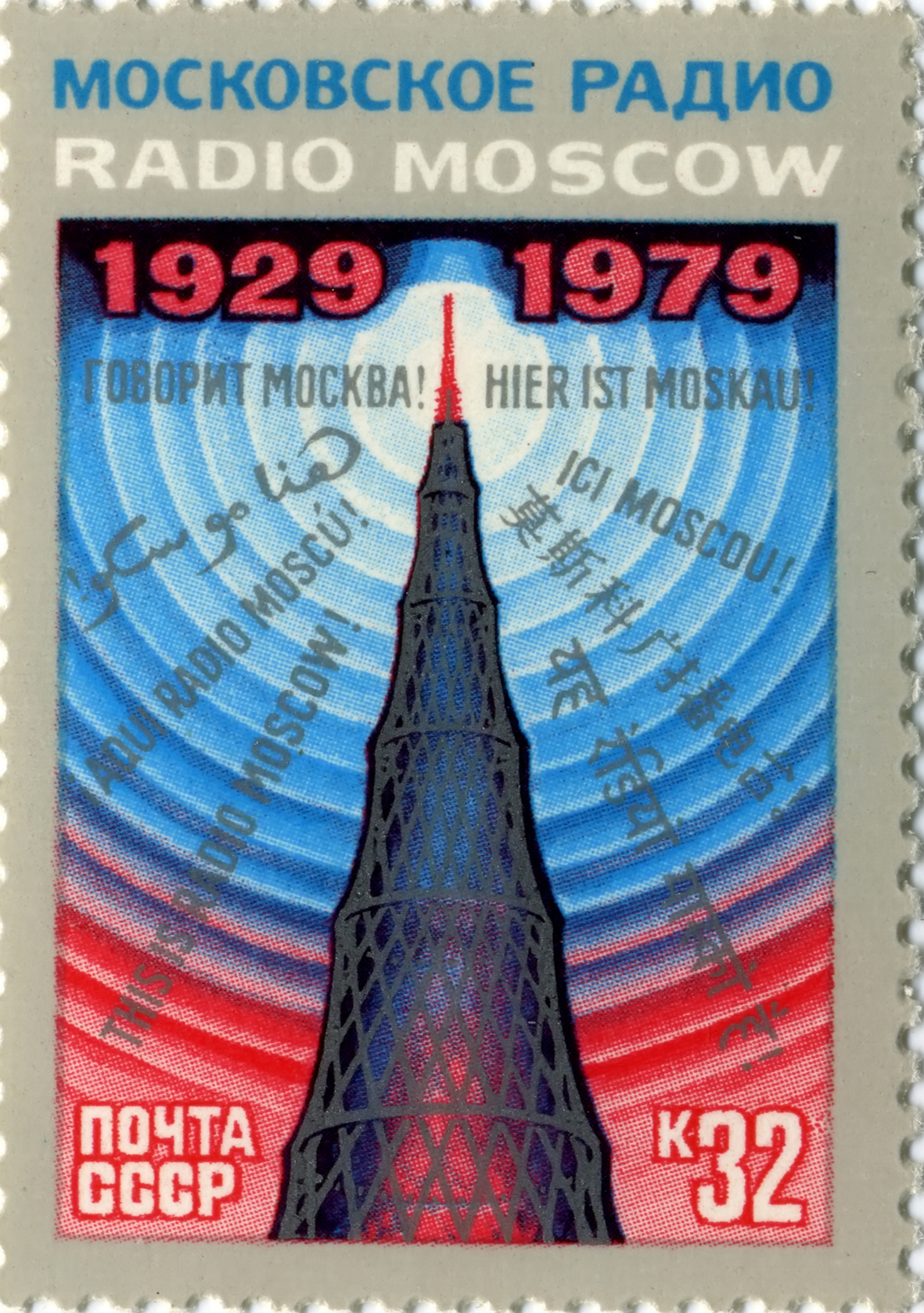
۱۹۷۹
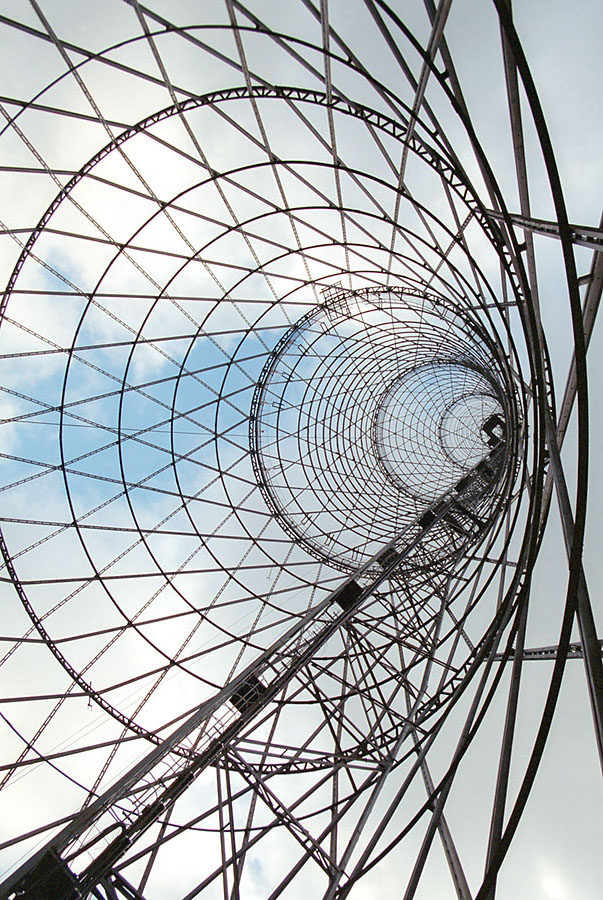
۲۰۰۶
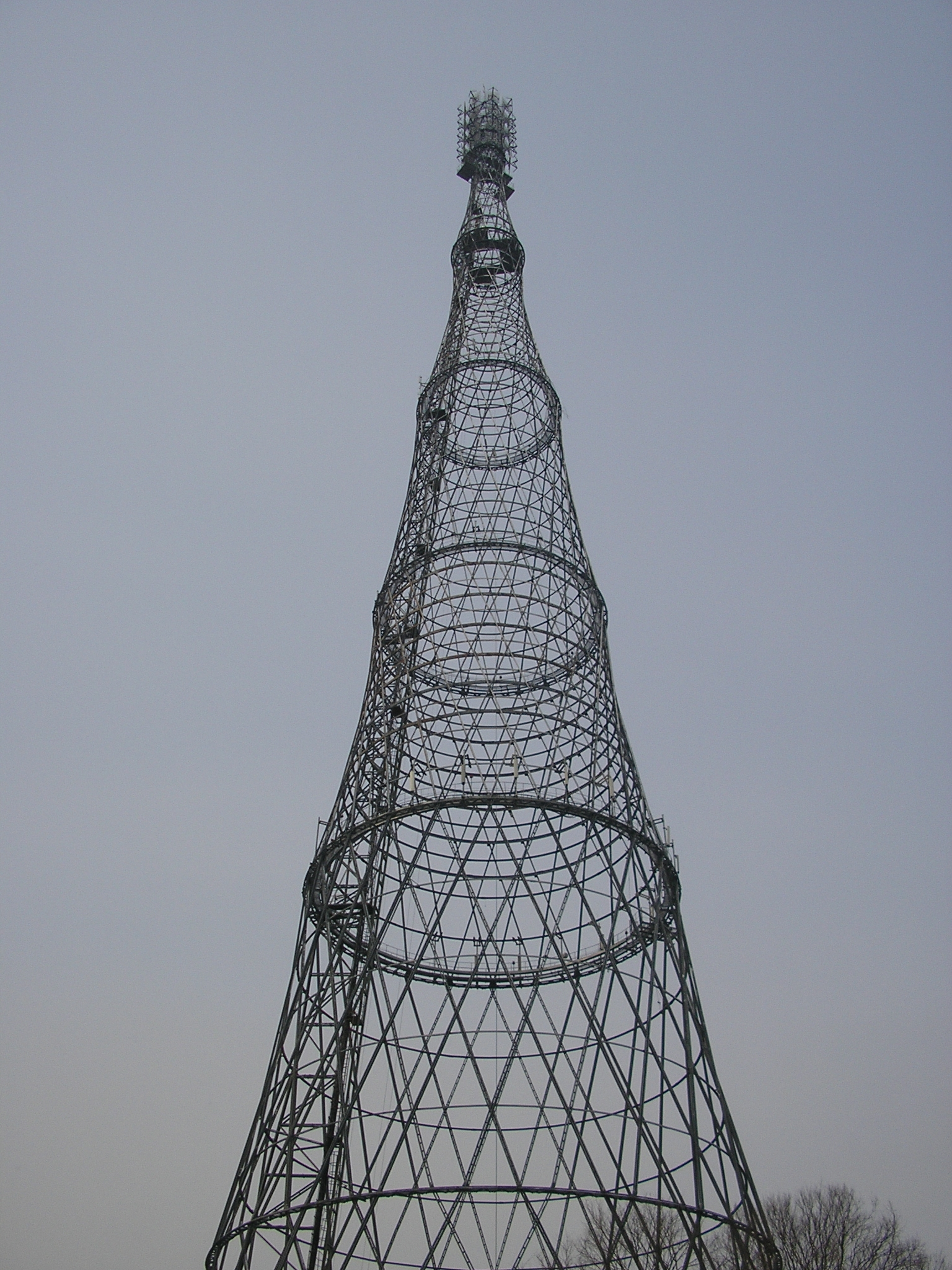
۲۰۰۶
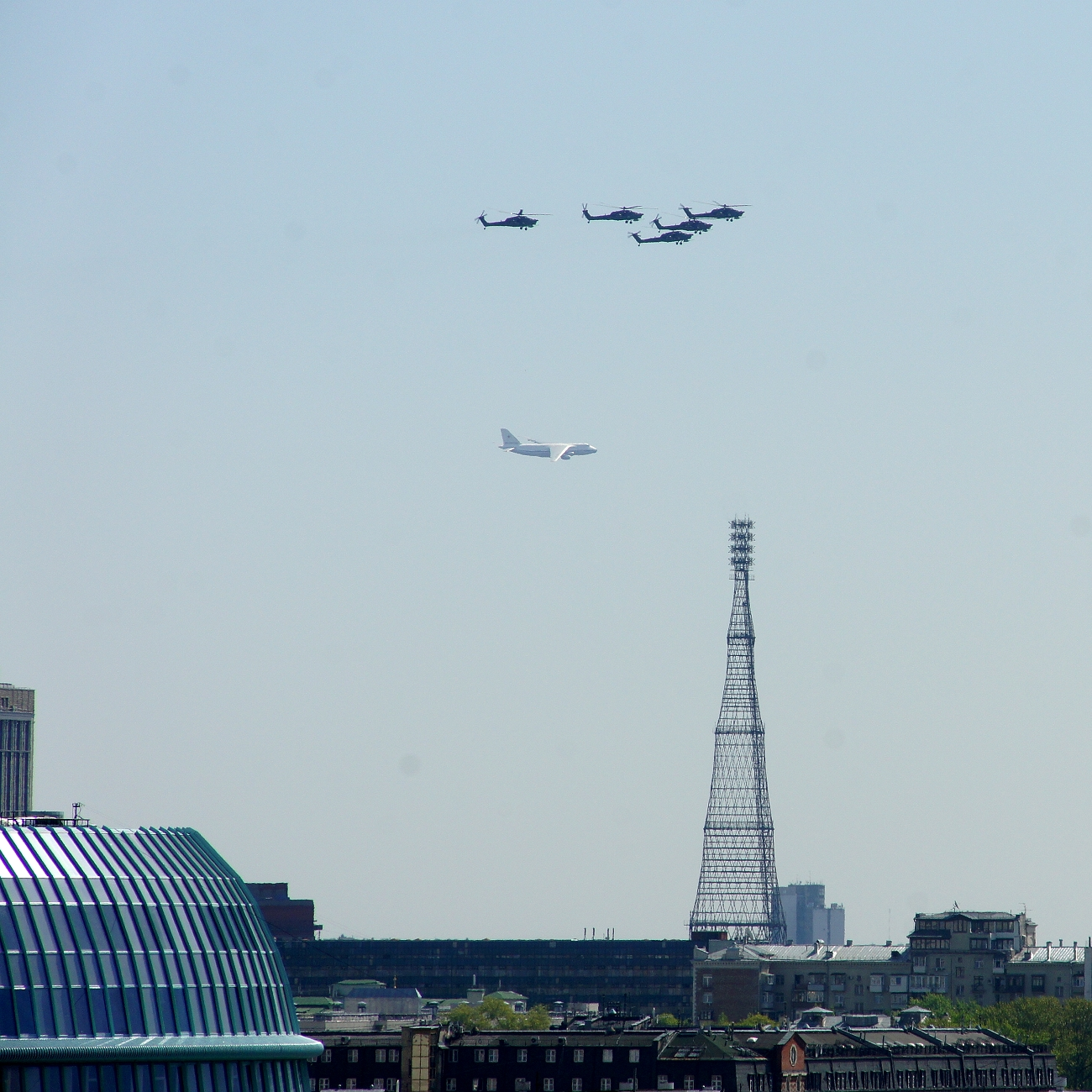
۲۰۱۵
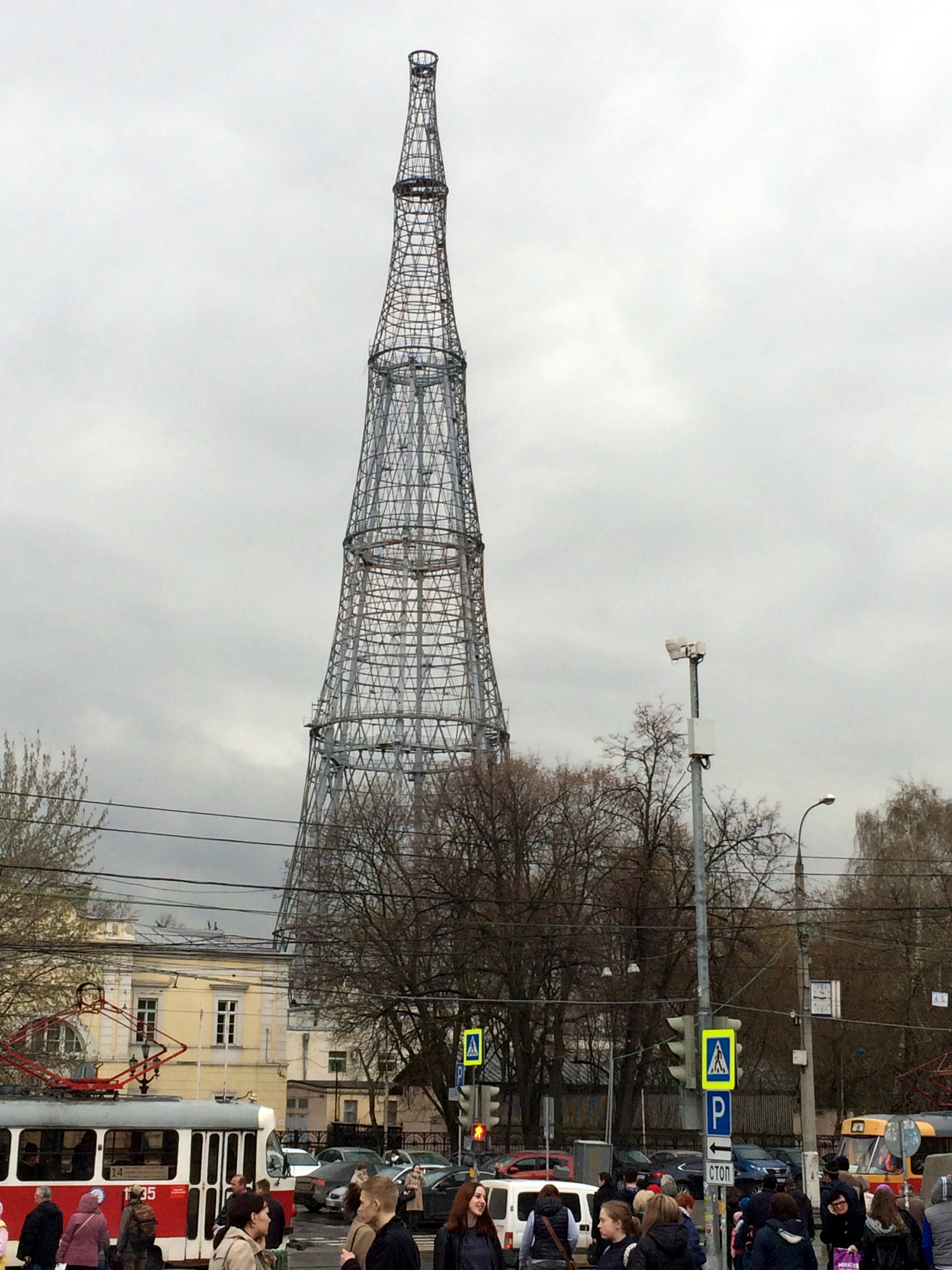
۲۰۱۶

## ادبیات
- P.Gössel, G.Leuthäuser, E.Schickler; "Architecture in the 20th century"; Taschen Verlag; 1990; شابک ‎۳-۸۲۲۸-۴۱۲۳-۴.
- Elizabeth C. English, “Arkhitektura i mnimosti”: The origins of Soviet avant-garde rationalist architecture in the Russian mystical-philosophical and mathematical intellectual tradition”, a dissertation in architecture, 264 p. , University of Pennsylvania, 2000.

(به آلمانی)
- “Vladimir G. Suchov 1853–1939. Die Kunst der sparsamen Konstruktion.”,  Rainer Graefe und andere, 192 S. , Deutsche Verlags-Anstalt, Stuttgart, 1990, شابک ‎۳-۴۲۱-۰۲۹۸۴-۹.
- Jesberg, Paulgerd Die Geschichte der Bauingenieurkunst, Deutsche Verlags-Anstalt, Stuttgart (Germany), شابک ‎۳−۴۲۱−۰۳۰۷۸−۲, 1996; pp. ۱۹۸–۹.
- Ricken, Herbert Der Bauingenieur, Verlag für Bauwesen, Berlin (Germany), شابک ‎۳−۳۴۵−۰۰۲۶۶−۳, 1994; pp. ۲۳۰.

(به فرانسوی)
- Picon, Antoine (dir.), "L'art de l'ingenieur: constructeur, entrepreneur, inventeur", Éditions du Centre Georges Pompidou, Paris, 1997, شابک ‎۲-۸۵۸۵۰-۹۱۱-۵
- Fausto Giovannardi "Vladimir Shukhov e la leggerezza dell'acciaio" at giovannardierontini.it